# Parancistrocerus dejectus
Parancistrocerus dejectus är en stekelart som först beskrevs av Cresson 1865.  Parancistrocerus dejectus ingår i släktet Parancistrocerus och familjen Eumenidae. Inga underarter finns listade i Catalogue of Life.